# هجدهمین دوره جشنواره بین‌المللی فیلم فجر
هجدهمین دورهٔ جشنوارهٔ فیلم فجر در بهمن ۱۳۷۸ در تالار وحدت تهران و با برپایی بزرگداشت‌های عباس کیارستمی و محمود کلاری برگزار شد.

## برگزیدگان

### سیمرغ بلورین
- سیمرغ بلورین بهترین فیلم‌نامه بخش بین‌الملل (بهمن فرمان آرا) برای فیلم بوی کافور عطر یاس

| بهترین فیلم | بهترین کارگردانی |
| --- | --- |
| - بوی کافور، عطر یاس – مرتضی شایسته و فضل‌الله یوسف‌پور - مرد بارانی – ابوالحسن داوودی - اعتراض – مسعود کیمیایی - بلوغ – مسعود جعفری جوزانی                          | - بهمن فرمان آرا – بوی کافور، عطر یاس (سیمرغ بلورین) - رضا میرکریمی – کودک و سرباز (دیپلم افتخار) - مسعود کیمیایی – اعتراض - داریوش مهرجویی – میکس - مسعود جعفری جوزانی – بلوغ |
| بهترین بازیگر نقش اول مرد | بهترین بازیگر نقش اول زن |
| - فرامرز قریبیان – مرد بارانی (سیمرغ بلورین) - حسین یاری – بلوغ (دیپلم افتخار) - روح‌الله حسینی – کودک و سرباز - داریوش ارجمند – اعتراض - پرویز پرستویی – مومیایی ۳ | - میترا حجار – متولد ماه مهر - مهتاب کرامتی – مرد بارانی - لیلا سعیدی – یک روز بیشتر                                                                                           |
| بهترین بازیگر نقش مکمل مرد | بهترین بازیگر نقش مکمل زن |
| - حمید فرخ‌نژاد – عروس آتش - جمشید اسماعیل‌خانی – مرد بارانی - مهران رجبی – کودک و سرباز - مهدی فتحی – اعتراض - فرهاد اصلانی – آسمان پرستاره                         | - رؤیا نونهالی – بوی کافور، عطر یاس (سیمرغ بلورین) - سلیمه رنگزن – عروس آتش (دیپلم افتخار) - عسل بدیعی – دست‌های آلوده - رؤیا تیموریان – مرد بارانی - سحر جعفری جوزانی – بلوغ   |
| بهترین فیلمنامه | بهترین موسیقی متن |
| - حمید فرخ‌نژاد و خسرو سینایی – عروس آتش - بهمن فرمان‌آرا – بوی کافور، عطر یاس - محمد رضایی‌راد – کودک و سرباز - پرویز شهبازی – نجوا - مسعود جعفری جوزانی – بلوغ      | - احمد پژمان – بوی کافور، عطر یاس - مجید انتظامی – اعتراض - محمدرضا علیقلی – متولد ماه مهر - کامبیز روشن‌روان – بلوغ                                                            |
| بهترین صداگذاری | بهترین صدابرداری |
| - اسحاق خانزادی – اعتراض - پرویز آبنار – بوی کافور، عطر یاس - محمدرضا دلپاک – صنم - جهانگیر میرشکاری – متولد ماه مهر - جهانگیر میرشکاری – بلوغ                     | - جهانگیر میرشکاری – متولد ماه مهر - اسحاق خانزادی – اعتراض - پرویز آبنار – بوی کافور، عطر یاس - محمود سماک‌باشی – مومیایی ۳ - یدالله نجفی – نجوا                               |
| بهترین طراحی صحنه و لباس | بهترین فیلم‌برداری |
| - ژیلا مهرجویی – بوی کافور، عطر یاس - حسن فارسی – آسمان پرستاره - محسن شاه‌ابراهیمی – متولد ماه مهر و مومیایی ۳ - پروین صفری – مرد بارانی                           | - محمود کلاری – بوی کافور، عطر یاس (سیمرغ بلورین) - علی اللهیاری – دست‌های آلوده (دیپلم افتخار) - بهرام بدخشانی – مرد بارانی - محمد آلادپوش – مومیایی ۳ - علیرضا زرین‌دست – بلوغ |
| بهترین چهره‌پردازی | بهترین فیلم از نگاه تماشاگران |
| - مهرداد شکرابی – بوی کافور، عطر یاس - محمود محمودی – چشم‌هایش - سیدمحسن موسوی – متولد ماه مهر - رضا رادمنش – مرد بارانی - مهرداد میرکیانی – مومیایی ۳              | - عروس آتش – قاسم قلی‌پور - متولد ماه مهر – سازمان توسعه سینمایی سوره و فرهنگ تماشا                                                                                             |
| بهترین تدوین | بهترین جلوه‌های ویژه |
| - روح‌الله امامی – بلوغ - هایده صفی‌یاری – عروس آتش - بهرام دهقانی – متولد ماه مهر - حسین زندباف – مومیایی ۳ - حسن حسندوست – میکس                                    | - جواد شریفی‌راد – متولد ماه مهر - داود رسولیان – دفتری از آسمان - مرتضی اکبری – نیمه گمشده                                                                                     |
| جایزه ویژه هیئت داوران | |
| - بلوغ – مسعود جعفری جوزانی و فتح‌الله جعفری جوزانی و عباس حقیقی | |

### جوایز و نامزدی‌ها
| نامزدی‌ها | فیلم              |
| -------- | ----------------- |
| ۱۰       | بوی کافور عطر یاس |
| ۹        | بلوغ              |
| ۸        | مرد بارانی        |
| ۸        | متولد ماه مهر     |
| ۷        | اعتراض            |
| ۶        | مومیایی ۳         |
| ۴        | عروس آتش          |
| ۴        | کودک و سرباز      |
| ۲        | میکس              |
| ۲        | دست‌های آلوده      |
| ۲        | آسمان پرستاره     |
| ۲        | نجوا              |
| ۱        | یک روز بیشتر      |
| ۱        | صنم               |
| ۱        | چشم‌هایش           |
| ۱        | دفتری از آسمان    |
| ۱        | نیمه گمشده        |

| تعداد جوایز | نام فیلم          |
| ----------- | ----------------- |
| ۷           | بوی کافور عطر یاس |
| ۴           | متولد ماه مهر     |
| ۳           | عروس آتش          |
| ۲           | بلوغ              |
| ۱           | مرد بارانی        |
| ۱           | اعتراض            |

## بزرگداشت‌ها
- عباس کیارستمی / نویسنده و کارگردان
- محمود کلاری / فیلمبردار